# Kapitolska vučica
Kapitolska vučica (tal. Lupa Capitolina) je simbol antičkog Rima; etrurska brončana skulptura vučice iz 5. st. pr. Kr. koja doji izložene blizance Romula i Rema i koja pozorno ogledava. Djelo je oduvijek simboliziralo Rim.
Mršava i žilava vučica, koja je posvećena Marsu i koja je spasila njegove sinove od propasti, prikazana je s neobičnim smislom za ono što je karakteristično životinjsko. Jasno se razabiru odjeci starijih etrurskih umjetnina (poput skulpture Himere)kao i tijesne veze sa stilom reljefa iz hrama na jezeru Nemi. U duhu etrurske skulpture, ona je vjerojatno predstavljala čuvara zaštitnika.
Za stvaranje ove skulpture najzaslužnija je probuđena nacionalna svijest mlade rimske republike nakon protjerivanja Tarkvinijevaca. U starom Rimu, na Kapitolu, se čuvala živa vučica koja je podsjećala Rimljane na mitsko osnivanje Rima. Po slavnom oratoru i državniku, Ciceronu, skulptura slična ovoj je bila izložena na javnom mjestu, ali je bila uništena munjom.
Popularna asocijacija ove skulpture s legendom o Romulu i Remu inspirirala je Pollaiola za renesansni dodatak dvaju blizanaca krajem 15. st.

## Poveznice
- Etrurska umjetnost
- Kiparstvo starog Rima
- Kapitol (Rim)

## Vanjske poveznice
- Musei Capitolini (službene stranice) (tal.)
- https://www.index.hr/vijesti/clanak/slavna-rimska-vucica-zapravo-potjece-iz-13-stoljeca/394537.aspx